# Alvord (Iowa)
Alvord é uma cidade localizada no estado americano de Iowa, no Condado de Lyon.

## Demografia
Segundo o censo americano de 2000, a sua população era de 187 habitantes. 
Em 2006, foi estimada uma população de 187, um aumento de 0 (0.0%).

## Geografia
De acordo com o United States Census Bureau tem uma área de 
0,7 km², dos quais 0,7 km² cobertos por terra e 0,0 km² cobertos por água.

## Localidades na vizinhança
O diagrama seguinte representa as localidades num raio de 16 km ao redor de Alvord. 